# Sytuacja prawna i społeczna osób LGBT na Tajwanie
Sytuacja prawna i społeczna osób LGBT w Republice Chińskiej (na Tajwanie) jest bardzo dobra, prawodawstwo uznaje związki jednopłciowe. Liberalne prawo i społeczeństwo, oraz brak tradycyjnych zakazów wynikających z religii i filozofii powodują znaczną tolerancję mniejszości seksualnych.

## Sytuacja prawna
Prawo Republiki Chińskiej dopuszcza kontakty seksualne między dorosłymi osobami, o ile obydwie wyrażą na to zgodę; nielegalna (choć tolerowana) jest natomiast prostytucja. 
17 maja 2019 roku Republika Chińska jako pierwsze państwo w Azji zalegalizowała małżeństwa jednopłciowe.
W latach 1970. policja dokonywała aresztowań homoseksualistów spotykających się w parkach publicznych w Tajpej, oskarżając o naruszenie dobrych obyczajów. W tym okresie temat homoseksualizmu pojawił się też po raz pierwszy w mediach. W latach 1943–1991 obowiązywały przepisy zakazujące „noszenia nieprzystojnych ubrań”, co m.in. dotyczyło crossdressingu, aczkolwiek prawa były rzadko stosowane w praktyce.
W 2004 Yuan ustawodawczy (parlament) przyjął ustawę o równości płci w edukacji, zakazującą m.in. dyskryminacji ze względu na orientację seksualną przy przyjmowaniu do szkół lub w procesie nauczania. Dyskryminacja taka jest również zakazana w pracy (przy zatrudnianiu, szkoleniu, zwalnianiu itp.).
W 2003 administracja prezydenta Chen Shui-biana podjęła prace nad ustawą legalizującą związki jednopłciowe, ale ostatecznie nie została ona uchwalona. Administracja prezydenta Ma Ying-jeou nie podjęła kwestii praw mniejszości seksualnych, mimo prac związanych z równością płci.
24 maja 2017 sąd konstytucyjny Tajwanu wydał wyrok, w którym uznał przepis kodeksu cywilnego dopuszczający wyłącznie małżeństwa osób przeciwnej płci za niezgodny z Konstytucją. Sąd dał parlamentowi dwa lata na wprowadzenie odpowiednich zmian legislacyjnych. W przypadku niewprowadzenia takich zmian pary tej samej płci uzyskają prawo do zawarcia małżeństwa poprzez złożenie w urzędzie stanu cywilnego stosownego oświadczenia podpisanego przez co najmniej dwóch świadków.
Ostatecznie rządowy projekt ustawy został przyjęty tydzień przed wyznaczonym przez sąd konstytucyjny terminem, 17 maja 2019. W maju 2023 formalnie przyjęto przepisy zezwalające parom tej samej płci na pełne prawa adopcyjne. 

## Sytuacja społeczna
W latach 1950. i 60. kwestie mniejszości seksualnych nie były obecne w dyskursie publicznym. W następnych dwóch dekadach homoseksualizm najczęściej omawiany był w kategoriach medycznych, jako zaburzenie, choć w połowie lat 1980. pojawiły się głosy, traktujące mniejszości seksualne jako grupy co prawda nieliczne („mniejszościowe”), ale równouprawnione, a nie „zaburzone”. Równocześnie z prasą sensacyjną, opisującą przypadki przestępczości seksualnej, związane z homoseksualizmem w kategoriach „wynaturzeń” i „perwersji”, toczyły się dyskusje akademickie nad dopuszczalnością lub penalizacją zachowań homoseksualnych. Dyskusje na te tematy w latach 80., aczkolwiek coraz bardziej otwarte, co wiązało się z postępującą liberalizacją polityczną i społeczną Tajwanu, toczyły się też w cieniu wzrostu zachorowań na AIDS, co powszechnie wiązano ze środowiskami homoseksualnymi.